# Združenje Manager
Združenje Manager je stanovsko združenje slovenskih menedžerjev, ustanovljeno leta 1990. Sedež ima v Ljubljani. 

## Zgodovina
Osnovalo se je 18. maja 1989 v Cankarjevem domu pod imenom Društvo poslovodnih delavcev Slovenije. Bilo je eno od predstavnikov menedžerjev, ki so osnovali Kriterije za individualne pogodbe o zaposlitvi managerjev.
Leta 2019 je imelo okoli 1200 članov.

## Vodstvo in organi
Predsednica združenja v mandatu 2020–2023 je Medeja Lončar, direktorica Siemens Slovenija.
Združenje ima še sekciji menedžerk (predsednica Sarah Jezernik iz družbe Plinovodi), mladih menedžerjev (predsednica Tanja Subotić Levanič iz družbe Pivovarna Laško Union), strokovno službo (izvršna direktorica Petra Juvančič), častno razsodišče (predsednik Vojko Čok) in observatorij (neodvisno strokovno telo, ki ga vodi Dušan Mramor).
Občni zbor voli upravni in nadzorni odbor, častno razsodiščer ter predsednika.

## V medijih
V medijih je združenje nastopilo kot zagovornik socialne kapice, dviga produktivnosti, digitalizacije, avtomatizacije, tujih vlaganj, privatizacije, zmanjševanja stroškov delovanja javnega sektorja in znižanja davkov.
Izrazilo je nezadovoljstvo nad tem, da so sindikati v pogajanjih z vlado močnejši od gospodarstvenikov, čeprav ne ustvarjajo denarja. Leta 2013 je podprlo shod za ohranitev javnega zdravstva. Zavrnilo je trditev, da je bil Bine Kordež nagrajen za spodletel menedžerski prevzem Merkurja. Protestiralo je proti menjavi Tomaža Berločnika, predsednika uprave Petrola.

### Kritike
Leta 2011 je iz združenja zaradi očitkov o slabem delu v Istrabenzu izstopil Igor Bavčar, ki je združenju očital pristranskost. Leta 2013 je bilo združenje sopodpisnik dokumenta z naslovom »Kisik za gospodarstvo!«. Jože Mencinger je v odgovor nanj zapisal, da imajo tudi največji nasprotniki davkov korist od njih. V Financah se je pojavil zapis z vprašanjem, zakaj združenje ne obsodi Hermana Rigelnika, ki izčrpava ACH. Mladina je leta 2017 članom združenja očitala, da si pomagajo pri imenovanju v Družbo za upravljanje terjatev bank ter da je članarina pravzaprav provizija. Lucija Šikovec Ušaj je člane združenja označila za levo orientirane in nagnjene k goljufiji.

## Podeljevanje priznanj in štipendij
Združenje podeljuje priznanja za managerja leta, življenjsko delo, mladega managerja, vključevanje žensk, vodilno managerko, častno priznanje in najboljšo poslovno knjigo ter štipendije za izobraževanje mladih managerjev.